# پایگاه هوایی صخیر
پایگاه هوایی صخیر (انگلیسی: Sakhir Air Base) یک فرودگاه همگانی و نظامی است که در فاصله ۳ مایل دریایی (۵.۵ کیلومتری) جنوب-جنوب غربی عوالی در کشور بحرین واقع شده است.
این پایگاه هوایی برای نمایشگاه هوایی بین‌المللی بحرین که هر دو سال یکبار در ماه نوامبر برگزار می‌شود، ساخته شده است. جت‌ها از کشورهای گوناگونی مانند روسیه، عربستان سعودی، قطر، امارات متحده عربی، هند و بسیاری دیگر برای نمایش به مردم به این نمایشگاه می‌آیند. این فرودگاه همچنین توسط بازدیدکنندگان ویژه، مقامات ارشد دولتی خارجی، سران کشورها و پادشاه بحرین مورد استفاده قرار می‌گیرد.